# Maceda (Espagne)
Pour les articles homonymes, voir Maceda.
Maceda est une commune appartenant à la province de Ourense, en Galicia. Elle est composée de : la capitale, et 54 autres villages dont Santiago da Costa, Tioira, Santa Marta, Carguizoi, Barxela, Xinzo da Costa, Santirso, Escuadro, Castro de Escuadro, A Teixeria, Francos et beaucoup plus.
Une grande partie de la population se trouve dans la capitale (Maceda), les autres villages, finiront par se vider car ils sont plutôt peuplés de personnes âgées ou encore des personnes qui ont passé leur enfance ici. Ils ne dépassent pas les 300 habitants, même certain les 10 en hiver quand il fait froid. En été, les villages revivent avec l'arrivée des jeunes accompagnés de leurs parents, pour participer aux nombreux festivals.